# Aspilota girlanda
Aspilota girlanda är en stekelart som beskrevs av Fischer 1971. Aspilota girlanda ingår i släktet Aspilota och familjen bracksteklar. Inga underarter finns listade.